# Lepidolaena brachyclada
Lepidolaena brachyclada là một loài rêu tản trong họ Lepidolaenaceae. Loài này được (Taylor ex Lehm.) Trevis. miêu tả khoa học lần đầu tiên năm 1877.